# Lorenzo Venezia
Lorenzo Venezia (Montefredane, 23 novembre 1945) è un politico italiano.

## Biografia
Nato a Montefredane nel 1945, si iscrive alla Democrazia Cristiana e partecipa alla vita politica avellinese. Dal 1984 al 1989 è stato sindaco di Avellino. Nel 1999 è candidato alla presidenza della provincia di Avellino con l'UDEUR, ma non viene eletto, riuscendo però a ottenere un seggio nel consiglio provinciale; dall'agosto 2000 al giugno 2001 è stato vicepresidente della provincia e assessore.